# Мері Норвуд (тенісистка)
Мері Норвуд (англ. Mary Norwood; нар. 8 травня 1966) — колишня американська тенісистка.
Найвищу одиночну позицію світового рейтингу — 297 місце досягла 31 липня, 1989, парну — 98 місце — 8 травня, 1989 року.

## Фінали ITF
| Легенда         |
| --------------- |
| Турніри $25,000 |
| Турніри $10,000 |

### Парний розряд: 2 (1–1)
| Результат | Ранг | Дата          | Турнір                                                | Покриття | Партнерка     | Суперниці                      | Рахунок       |
| --------- | ---- | ------------- | ----------------------------------------------------- | -------- | ------------- | ------------------------------ | ------------- |
| Перемога  | 1.   | 25 липня 1988 | Казерта, Італія                                       | Ґрунт    | Еллісон Купер | Сімона Ізідорі Крістіна Казіні | 1–6, 7–6, 6–1 |
| Поразка   | 2.   | 8 серпня 1988 | Internazionali Femminili di Tennis di Palermo, Італія | Ґрунт    | Еллісон Купер | Ханет Соуто Роса Б'єльса       | 3–6, 6–2, 5–7 |